# Municipio de Cotaxtla
El Municipio de Cotaxtla es uno de los 212 municipios en que se encuentra dividido el estado mexicano de Veracruz de Ignacio de la Llave, ubicado en la Región de Sotavento y su cabecera es el pueblo de Cotaxtla.

## Geografía
El municipio de Cotaxtla se ubica en la zona central del estado de Veracruz, región comúnmente denominada como de Sotavento y que está formada por los alrededores del Puerto de Veracruz; sus coordenadas extremas son 18°44′ - 18°59′ de latitud norte y 96°11′ - 96°32′ de longitud oeste y una altitud que va de los 10 a los 200 metros sobre el nivel del mar; tiene una extensión territorial de 659.68 kilómetros cuadrados que representan el 0.91% del total del estado de Veracruz.
Limita al norte con el municipio de Soledad de Doblado y con el municipio de Manlio Fabio Altamirano, al noreste con el municipio de Jamapa y con el municipio de Medellín, al sur con el municipio de Tlalixcoyan, al suroeste con el municipio de Tierra Blanca y con el municipio de Cuitláhuac, al oeste con el municipio de Carrillo Puerto y al noroeste con el municipio de Paso del Macho.

### Orografía e hidrografía
El relieve del municipio de Cotaxtla es muy suave y poco accidentado, constituyendo mayoritariamente una planicie que forma parte de la Llanura costera del Golfo de México o llanuras de Sotavento y que se eleva en dirección hacia el oeste, habiendo algunas ondulaciones del terreno en el extremo oeste del territorio, llegando a 200 metros sobre el nivel del mar.
La principal corriente del municipio es el río Cotaxtla, que proveniente de las grandes montañas de la Sierra de Zongolica desciende sobre la planicie y atraviesa el centro del municipio en sentido suroeste a noreste, existen además otras corrientes como el río Soyolapa y el río Tlalixcoyan. Todo el municipio pertenece a la Región hidrológica Papalopan, el extremo suroeste a la Cuenca del río Papaloapan y el resto a la Cuenca del río Jamapa y otros.

### Clima y ecosistemas
Todo el municipio de Cotaxtla tiene un clima catalogado como Cálido subhúmedo con lluvias en verano, la temperatura media anual en todo el territorio se encuentra en un rango de 24 a 26 °C, el sector norte del municipio tiene una precipitación media anual de 1 000 a 1 200 mm, mientras que el sector sur registra un rango de 1 200 a 1 500 mm.
La flora que se encuentra en el municipio de Cotaxtla es considerada como selva baja caducifolia y secundaria, las principales especies animales son conejo, armadillo, zorra y ardilla.
| Mapas geográficos de Cotaxtla |        |
|                               |        |
| Relieve e hidrología          | Climas |

## Demografía
De acuerdo a los resultados del Conteo de Población y Vivienda realizado por el Instituto Nacional de Estadística y Geografía en 2005, la población total de Cotaxtla es de 18,821 personas, de las cuales 9,188 son hombres y 9,633 mujeres; por lo que el porcentaje de población masculina es del 48.8%, la tasa de crecimiento poblacional anual de 2000 a 2005 ha sido del -0.1%, el 30.7% de los pobladores son menores de 15 años de edad, mientras que entre los 15 y los 64 años se encuentra el 61.8%, no existen localidades de más de 2,500 habitantes, por tanto todas son consideradas rurales y el 0.3% de los pobladores mayores de cinco años edad son hablantes de alguna lengua indígena.
| Evolución demográfica del municipio de Cotaxtla |        |        |
| 1995                                            | 2000   | 2005   |
| 18,179                                          | 18,915 | 18,821 |

### Grupos étnicos
El 0.3% de los habitantes mayores de cinco años de edad de Cotaxtla son hablantes de alguna lengua indígena, esto representa a una totalidad de 45 habitantes, 24 son hombres y 21 mujeres; 39 son bilingües al español, 6 no especifican condición de bilingüismo y no hay ninguno que se manifieste como monolingüe. De los 45 hablantes, 5 hablan lenguas zapotecas, 5 idioma mazateco y 5 náhuatl, 1 habla idioma popoluca, y 28 no especifican su lengua materna.

Principales localidades

### Localidades
En Cotaxtla se encuentran un total de 216 localidades, las principales son:
| Localidad       | Población |
| Total Municipio | 18,821    |
| La Tinaja       | 1,665     |
| La Capilla      | 1,364     |
| Cotaxtla        | 1,163     |
| Colonia Ejidal  | 991       |
| Mata Tejón      | 500       |

## Infraestructura

### Comunicaciones
El municipio de Cotaxtla es cruzado por dos de las principales carreteras del estado de Veracruz, siendo por ello un importante nudo de comunicaciones:
- Carretera Federal 145
- Carretera Federal 150

La carretera federal 145 tiene su origen en la población de La Tinaja, y desde ahí tiene sentido hacia el sureste, la forman la propia carretera federal de dos carriles de circulación y la autopista de cuatro carriles que corre en forma paralela a la anterior y es conocida como Carretera 145-D, ambas carretera son la principal vía de comunicación de los estados del sureste del país con el resto de la república. De la misma manera, la Carretera federal 150, o carretera México-Veracruz, cruza el municipio en sentido este-oeste y también se encuentra formada por dos diferentes carreteras, la carretera federal de dos carriles y la autopista o Carretera 150-D. Existe además una tercera carretera de carácter estatal que desde la federaal 150 comunica a la cabecera municipal, el pueblo de Cotaxtla.

## Política
El gobierno del municipio de Cotaxtla está a cargo de su Ayuntamiento, que es electo mediante voto universal, directo y secreto para un periodo de cuatro años que no son renovables para el periodo inmediato posterior pero si forma no continua, está integrado por el presidente municipal, un Síndico único y el cabildo conformado por cinco regidores, dos electos por mayoría relativa y tres por el principio de representación proporcional. Todos entran a ejercer su cargo el día 1 de enero del año siguiente a su elección.

### Representación legislativa
Para la elección de Diputados locales al Congreso de Veracruz y de Diputados federales al Congreso de la Unión, el municipio de Cotaxtla se encuentra integrado en los siguientes distritos electorales:
Local:
- XVII Distrito Electoral Local de Veracruz con cabecera en la ciudad de Tierra Blanca.[14]

Federal:
- Distrito electoral federal 13 de Veracruz con cabecera en la ciudad de Huatusco de Chicuellar.[15]

### Presidentes municipales
- (2022 - presente) : José Saturnino Beltran Vásquez
- (2018 - 2021) : David Muñiz Rivera
- (2014 - 2017) : Héctor Pérez castro
- (2011 - 2013): José Antonio Flores Susunaga
- (2008 - 2010): Cirilo Peña del Valle
- (2005 - 2007): Adrián Rivera Lagunes
- (2001 - 2004): Alfonso Muñiz Montero
- (1998 - 2000): Epigmenio Rivera Lagunes
- (1995 - 1997): Arturo Montero Rivera
- (1992 - 1994): Blas G. Flores Espinoza
- (1988 - 1991): Luis Morales Muñiz